# Neoseiulus longisiphonulus
Neoseiulus longisiphonulus är en spindeldjursart som först beskrevs av Wu och Lan 1989.  Neoseiulus longisiphonulus ingår i släktet Neoseiulus och familjen Phytoseiidae. Inga underarter finns listade i Catalogue of Life.